# Гаральд Норпот
Гаральд Норпот  (нім. Harald Norpoth, 22 серпня 1942) — німецький легкоатлет, олімпійський медаліст.

## Виступи на Олімпіадах
| Олімпіада   | Дисципліна         | Місце |
| ----------- | ------------------ | ----- |
| Токіо 1964  | біг на 5000 метрів | 2     |
| Мехіко 1968 | біг на 1500 метрів | 4     |
| Мехіко 1968 | біг на 5000 метрів | AC    |
| Мюнхен 1972 | біг на 5000 метрів | 6     |